# Hanger
Hanger ist ein US-amerikanischer Independent-Splatterfilm von Ryan Nicholson.

## Handlung
Als Rose, eine Prostituierte, schwanger ist und nicht mehr genug Geld anschaffen kann, beschließt der Zuhälter Leroy mit einem Kleiderbügel eine Abtreibung vorzunehmen. Dabei verstirbt Rose. Das Baby landet in einem Müllcontainer, wird jedoch von einem Obdachlosen aufgezogen.
An seinem 18. Geburtstag bekommt Hanger, wie er von seinem Ziehvater getauft wurde, Besuch von seinem leiblichen Vater, der von allen nur „The John“ genannt wird. Dieser bietet seinem Sohn eine Arbeitsstelle auf dem Schrottplatz an und lässt ihn bei dem unter dem Down-Syndrom leidenden und geistig zurückgebliebenen Russell wohnen. Zusammen wollen The John und Hanger den Tod von Hangers Mutter rächen. Während „The John“ sich auf die Suche nach Leroy macht, freundet sich Hanger mit Russell an. Auf dem Schrottplatz arbeitet jedoch auch Phil, ein verkappter Homosexueller. Dieser verkleidet sich als Pizzabote und betäubt Russell und Hanger. Anschließend vergewaltigt er die beiden, wobei er Hangers künstlichen Darmausgang benutzt. Währenddessen wird The John von Leroy gefangen und gefoltert. Ihm wird schließlich in den Kopf geschossen, doch er überlebt.
Während Russell und Hanger sich an Phil rächen, versucht Leroy Hanger aufzuspüren. Er tötet zunächst Russell, indem er ihn zur attraktiven Schrottplatz-Sekretärin lockt und ihn dort mit einem Tampon erstickt. Dann will er Hanger erschießen, doch The John kommt rechtzeitig. Die beiden töten sich gegenseitig.

## Hintergrund
Nach Gutterballs und Live Feed ist Hanger der dritte Langfilm des Make-up- und Spezialeffektkünstlers Ryan Nicholson. Das Budget war jedoch geringer als bei seinen beiden ersten Filmen. Der Film wurde an drei Drehorten innerhalb von 10 Tagen abgefilmt. In einer Gastrolle ist Troma-Chef Lloyd Kaufman zu sehen, der ebenfalls einen Clip von Class of Nuke ’Em High zur Verfügung stellte. Nomeansno beteiligten sich unentgeltlich am Soundtrack des Films.

## Veröffentlichung
Der Film wurde in Deutschland in einer um fast 20 Minuten gekürzten Version veröffentlicht. Laut der Website der Produktionsfirma Plotdigger Productions war dies die erste Version, die sich über das Internet verbreitete. Viele Fans befürchteten daher, dass die Produktionsfirma ihren Biss verloren habe. Im September 2009 erschien schließlich eine österreichische Version im Pappschuber, die komplett ungekürzt war. Im Herstellungsland wurde die DVD erst am 17. November 2009 veröffentlicht.

## Kritiken
Der Film wurde von Horrorfilm-Seiten im Internet generell wohlwollend beurteilt, wenn auch viele anmerkten, es sei ein Rückschritt im Vergleich zum Vorgänger Gutterballs. Manche Kritiker sahen Parallelen zu Basket Case – Der unheimliche Zwilling, Street Trash oder den Werken von Andreas Schnaas. Alle Kritiker merkten jedoch an, dass der Film nicht jedermanns Geschmack sein dürfte, weil er sehr viele eklige Splattereffekte und weitere provokante Szenen habe.